# Illinois College
Illinois College (IC) es una universidad privada fundada en 1829, afiliada a la Iglesia Unida de Cristo y la Iglesia Presbiteriana, y está ubicada en la localidad de Jacksonville, Illinois, Estados Unidos. 
Fue la segunda universidad fundada en Illinois, pero el primero en conceder un título (en 1835). Fue fundada en 1829 por los Illinois Band, los estudiantes de la Universidad de Yale que se desplazaron hacia el oeste para fundar nuevas universidades.
Funcionó brevemente como la primera escuela médica del estado desde 1843-1848, y se convirtió en co-educativa en 1903.

## Campus
El "Beecher Hall", fue el primer edificio de universidad erigido en Illinois, lleva el nombre de su primer presidente, Edward Beecher, hermano de Henry Ward Beecher y Harriet Beecher Stowe. El primer piso de Beecher Hall es la sede de la sociedad literaria Phi Alpha. El segundo piso es la sede de la sociedad literaria Sigma Pi. Debe su nombre al Registro Nacional de Lugares Históricos.
En el otoño de 2006 el Illinois College abrió la Residencia Abraham Lincoln con una  certificación LEED para la eficiencia energética.
El campus se divide en dos cuadriláteros. En el "patio superior" del Norte hay varios edificios históricos como, por ejemplo, el "Sturtevant Hall", donde William Jennings Bryan talló sus iniciales cuando era estudiante. Otros edificios en el patio del Norte son el "Crampton Residence Hall", que fue en otro tiempo el edificio de dormitorios más antiguo utilizado continuamente en el estado, pero que fue cerrado como residencia en mayo de 2006; el "Whipple Hall", que fue una vez una escuela preparatoria y en la actualidad está en obras (una vez completado, albergará el "Al Habtoor Leadership Center"); y el "Tanner Hall", construido para el centenario de la Escuelay que albergó en otros tiempos la biblioteca, pero que en la actualidad alberga las oficinas administrativas.
En el "Patio Sur" se encuentran las residencias modernas y el complejo del comedor. A partir de una porción de "Mound Avenue", se creó una pasarela que separa los dos patios. Los estudiantes disfrutan de muchos eventos celebrados en estos lugares al aire libre.

## Alumnos notables
- Florence Eugene Baldwin, antiguo miembro del Senado del estado de Minnesota.
- Charles W. Bryan, el 20.º y 23.er gobernador de Nebraska.[6]
- William Jennings Bryan, famoso orador, el tres veces candidato del Partido Demócrata a la presidencia, Estados Unidos Secretario de Estado de 1913-1915.[7]
- John Davis, representante de Estados Unidos por Kansas.
- Henry Smith Van Eaton, exrepresentante de Estados Unidos por el estado de Misisipi.
- Nancy Farmer, extesorera del estado de Misuri.[8]
- Paul Findley, político de Illinois, exmiembro de la Cámara de Estados Unidos.
- William Herndon, abogado socio y biógrafo de Abraham Lincoln.
- Fred Hoskins, primer copresidente de la Iglesia Unida de Cristo.
- William Jayne, primer gobernador del Territorio de Dakota.
- Edward E. Johnston, alto comisionado del Territorio en Fideicomiso de las Islas del Pacífico.
- John C. Martin, miembro de la Cámara de Representantes de EE. UU. por Illinois
- William Henry Milburn, capellán de la Cámara de Representantes de los Estados Unidos en 1845 y capellán del Senado 1893-1903.
- Richard Henry Mills, juez federal de los Estados Unidos.
- Theodore Nevin Morrison, obispo del siglo XX en la Iglesia Protestante Episcopal en los Estados Unidos de América.
- Floyd Newkirk, lanzador de los "New York Yankees".
- Marshall M. Parks, oftalmólogo estadounidense conocido como "el padre de la oftalmología pediátrica".
- John Wesley Powell, explorador, científico, político, director de la segunda Encuesta Geológica de EE. UU.[9]
- Charlotte Thompson Reid, personalidad de la radio, el político, el exmiembro de la Cámara de los Estados Unidos.
- John I. Rinaker, representante de los Estados Unidos por Illinois y un comandante de brigada en el Ejército de la Unión durante la guerra civil americana.
- Bob Schillerstrom, DuPage County, Illinois Board Chairman.
- Ralph Tyler Smith, político de Illinois, exsenador de los Estados Unidos.
- Jonathan E. Spilman, un abogado de Kentucky, ministro y compositor.
- William McKendree Springer, exrepresentante de EE. UU. y presidente del Tribunal Supremo de los Estados Unidos y del Tribunal de Apelaciones del Territorio Indio.
- Jacob Tucker, ganador del 2011 NCAA Slam Dunk Contest y miembro del Harlem Globetrotters.
- William E. Williams, representante de los EE. UU. por Illinois.
- Richard Yates (1815–1873), político y gobernador de Illinois.
- Richard Yates (1860–1936), su hijo, también un político de Illinois.

## Notables del equipo de gobierno de la facultad
- Edward Beecher primer presidente del Illinois College.
- Marion Elizabeth Blake, profesor de lenguas clásicas que es conocido por su trabajo en la investigación de la tecnología de la construcción romana.
- Theodore M. Brantley, el Magistrado Presidente de la Corte Suprema de Montana con más años de servicio, enseñó lenguas antiguas.
- Reuben Gaylord, enseñó y estudió teolog.
- Kay Mills, periodista y escritor, conferenciante en el Illinois College.
- George R. Throop, Rector de la Universidad de Washington en St. Louis desde 1927 hasta 1944.
- Jonathan Baldwin Turner, 1833-1847, botánico, abolicionista, misionero cristiano.